# Carla Khan
Pour les articles homonymes, voir Khan (homonymie).
Carla Khan , née le 18 août 1981 à Londres, est une joueuse professionnelle de squash représentant le Pakistan. Elle atteint en mai 2004 la 21e place mondiale sur le circuit international, son meilleur classement. Elle est la sportive pakistanaise la mieux classée au niveau mondial, tous sports confondus.

## Biographie
Carla Khan est la fille d'une mère anglaise, Jacqui Stoter, et d'un joueur de squash pakistanais, Wasil Khan. Elle est la petite-fille d'Azam Khan, une des légendes du squash pakistanais vainqueur du British Open à quatre reprises consécutives entre 1959 et 1962, petite-nièce de Roshan Khan et Nasrullah Khan, nièce de Sharif Khan, Rehmat Khan et Aziz Khan, cousine de l'actrice Sasha Agha et Natasha Khan (mieux connue sous le nom de Bat for Lashes, une chanteuse-compositrice britannique), et l'actrice Salma Agha est sa deuxième tante.
Dès sa naissance, elle est en mauvaise santé et souffre d'une maladie rénale. Étant en surpoids, le médecin familial indique à ses parents que la meilleure chose serait de faire du sport pour que son corps devienne plus robuste. À l'âge de 12 ans, ses parents choisissent le squash ce qui contribue à régler ses problèmes de santé sans intervention chirurgicale.
Fin 2005, elle est blessée au dos et lutte au début de 2006 jusqu'à ce qu'elle s'effondre pendant les jeux asiatiques, le 24 août 2006, alors qu'elle joue contre Joshna Chinappa de l'Inde. Elle ne devait pas revenir avant 2008, mais elle revient en septembre 2007. Elle avait vu son classement glisser en dehors du top 200, mais elle remporte son quatrième titre en 2007, à l'open d'Iran, battant Donna Urquhart en finale.
En 2008, Carla Khan prend sa retraite sportive. Elle  fait un retour en 2009, Cependant, incapable de continuer, elle prend de nouveau sa retraite et est désormais passée à la présentation à la télévision. Elle est apparue dans le jeu de rencontres ITV Take Me Out en janvier 2011. 
Elle est mariée avec le joueur pakistanais de cricket Shahbaz Khan et ils ont deux enfants.